# Zdeněk Jarkovský
Zdeněk Jarkovský, född 3 oktober 1918 i Želiv, död 8 november 1948 i Engelska kanalen, var en tjeckoslovakisk ishockeyspelare.
Han blev olympisk silvermedaljör i ishockey vid vinterspelen 1948 i Sankt Moritz.